# Yngve Ekström
Oskar Yngve Ekström, född 16 juni 1913 i Hagafors i Småland, död 13 mars 1988, var en svensk möbelformgivare, träsnidare, skulptör och arkitekt. Ekström förknippas ofta med länstolen "Lamino" som 1999 utsågs av tidskriften "Sköna Hems" läsare till århundradets svenska möbel.

## Uppväxt
Yngve Ekström växte upp i Hagafors i Småland där Sveriges äldsta möbelfabrik, Hagafors Stolfabrik, var belägen. Fadern Oskar Ekström svarvade pinnstolar åt fabriken och snidade i trä på sin fritid. Efter några år flyttade familjen till det närbelägna Vaggeryd. Oskar Ekström dog när Yngve och hans äldre bror Jerker (1911–2006) var i förskoleåldern. Vid tretton års ålder började Yngve Ekström arbeta på ett sågverk. Nedärvd känsla för snickeri och hantverk gav som naturlig följd en allsidig skicklighet i att hantera och formge trä. Bredvid sitt arbete bedrev Yngve Ekström studier i främst teckning, skulptur, målning, musik och konsthistoria med så småningom huvudsaklig inriktning mot heminredning men i grunden var han självlärd.

## Liv och verk

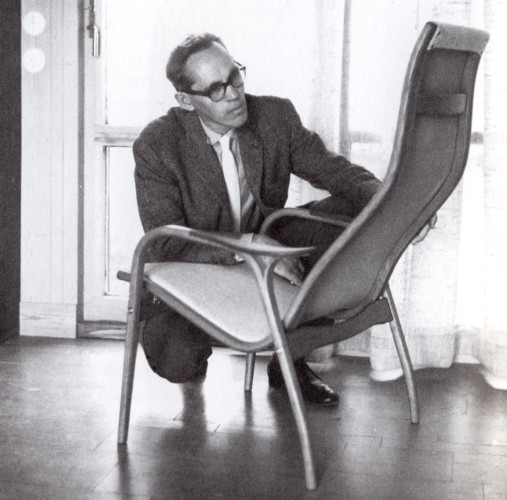
Ekström med sin skapelse "Lamino".

År 1945 grundade han tillsammans med sin bror Jerker det framgångsrika möbelföretaget "ESE-möbler" (sedermera Swedese Möbler AB), som såldes 1974 till statliga investmentbolaget Navigator. Yngve och Jerker bestämde sig tidigt för tre huvudsakliga verksamhetsområden: hemmamiljö, offentlig miljö och export. Han var tongivande i ledningen av Swedese ända fram till sin död 1988.
År 1953 kom genombrottet när Yngve Ekström vann första och tredje pris för sina träskålar i Hemslöjdsförbundets modellpristävlan. Han framträdde samma år som formgivare med en utställning arrangerad av Lena Larsson på NK-Bo.  1958 återkom han med ytterligare en utställning på NK-Bo. För den breda allmänheten blev Yngve Ekström mest känd för sin tidlösa stol Lamino, som kom ut på marknaden 1956.
Under 1960-talet startade Yngve Ekström tillsammans med sin bror en fabrik för armaturtillverkning, Lystella AB. I mitten av 1970-talet lanserade han lampor av akrylplast och lampor av akrylplast i kombination med trä.
I mitten av 1960-talet formgav han en rad möbeltyper tillverkade av svensk furu. Dessa möbler tillverkades i kvistren furu och i blåträ som i kombination med den rustika formgivningen gav soffgruppen en speciell charm och karaktär. Yngve Ekström har även ritat åt ett flertal svenska möbelindustrier bl.a. Stolab i Smålandsstenar och Broby i Sunne, dessutom tillverkas hans modeller på licens i Tyskland och Australien.

## Lamino

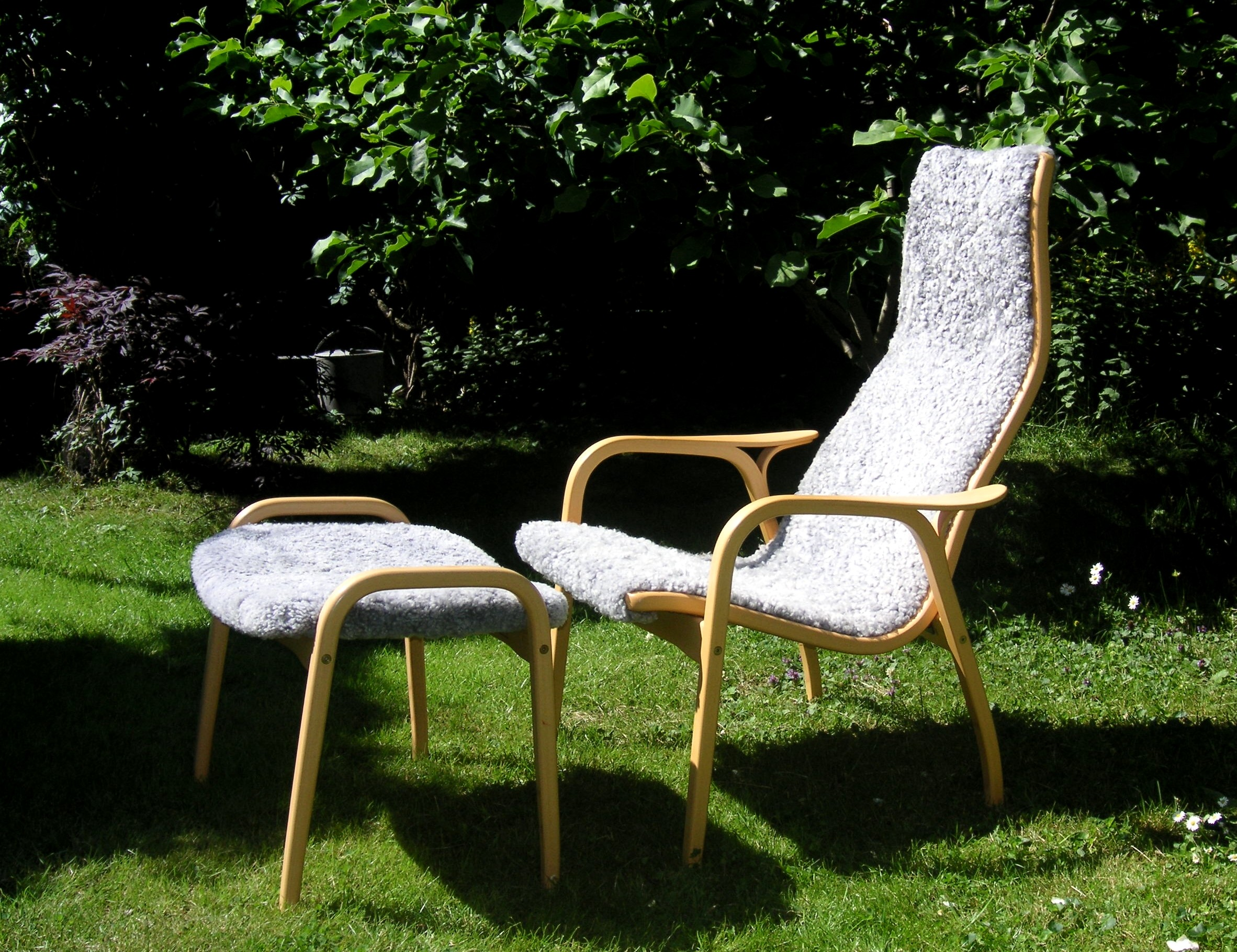
"Lamino" från 1956 valdes 1999 till århundradets svenska möbel.

Efter att ha experimenterat med former, linjen, träslagen, konstruktionen och tillverkningen i flera år kom stolen Lamino 1956 ut på marknaden, en fårskinnsklädd fåtölj i skiktlimmat böjträ. Föregångarna var stolen Anders från 1945 och Kurva från 1953. Enkelheten var Yngve Ekströms designidé genom livet och i stolen Lamino lyckades han att sammanfatta hela sin formgivarinsats. "Att ha gjort en bra stol är kanske inget dåligt livsverk" sa han 1960 till tidningen Arbetets reporter. 1999 utsågs Lamino av tidskriften Sköna hems läsare till århundradets svenska möbel, före Bruno Mathssons "Pernilla" och Carl Malmstens "Lilla Åland". Det var ett bra betyg för en möbelklassiker som tillverkats i över 250 000 exemplar (2006) och fortfarande tillverkas. 2006 fick Lamino "barn", då lanserades Lamini, en mindre variant till barnrummet. Lamino tillverkas av Swedese Möbler i Vaggeryd.

## Utställningar
Ekströms arbeten fanns med på många nationella och internationella utställningar, här kommer ett litet urval:
- 1953, NK-Bo, Stockholm
- 1958, NK-Bo, Stockholm
- 1963, Röhsska museet, Göteborg
- 1966, Stedelijkmuseum, Amsterdam
- 1968, Kunstgewerbemuseum, Wien
- 1968, Werkkunst-Austellung, München
- 1970, Victoria and Albert Museum, London
- 1972, "Träet går hem", separatutställning, Jönköpings läns museum, Jönköping
- 1987, "Scandinavian Design: A way of Life", Museum of Modern Art, Toyama, Japan

Ekström är representerad vid bland annat Nationalmuseum.